# Демократическая партия (Турция, 1946)
Демократическая партия (тур. Demokrat Parti, DP) — правоцентристская политическая партия в Турции, основанная и возглавляемая Джелялем Баяром и Аднаном Мендересом в 1946 году на волне послевоенной либерализации, покончившей с однопартийной системой. Первая оппозиционная партия, сумевшая покончить с монополией Республиканской народной партии на власть, победив её на выборах 1950 года (см. →) и окончательно завершив однопартийную эру в истории Турции. Партия «способствовала возрождению ислама, особенно на народном уровне в Турции».

## Идеология
Демократическая партия была основана в 1946 году для противостояния правящей Республиканской народной партии (РНП), которая основала Турецкую Республику и была у власти с момента основания республики. Все члены-основатели ДП ранее были крупными деятелями РНП. По этой причине обе политические партии имели идеологию, основанную на кемализме, что не позволяло ДП существенно отличаться на практике от своего конкурента, хотя у них и были заметные различия в платформе. Кроме того, ДП должна была действовать в рамках конституции 1924 года, установленной Ататюрком и первым парламентом. Хотя Демократическая партия способствовала возрождению ислама, депутаты от демократов, поддержавшие создание исламского государства, были исключены из партии.
Основные различия в платформах между ДП и РНП касались экономической политики. В то время как РНП руководствовалась этатизмом, Демократическая партия делала ставку на либерализацию экономики, содействуя развитию частного сектора и проводя приватизацию государственных предприятий. Демократы не отвергали политику вестернизации, но и не проводили её с такой же энергией. Они также были менее воинственно-светскими, чем РНП, и отстаивали популизм, что принесло им широкую поддержку среди турецкой интеллигенции.
Логотип партии, скачущая белая лошадь, возник из-за сильного сходства иностранного слова Demokrat с турецким словом Demirkırat («Железный Кират»). Легендарный конь белой масти Кират (Гырат) был конём и верным товарищем турецкого героя Кёроглу, который защищал простых людей. Благодаря схожести слов и логотипу крестьяне воспринимали Демократическую партию как борца за их права.

## История
С момента основания Турецкой республики в ней была однопартийная система. Дважды в стране создавались оппозиционные партии; Прогрессивно-республиканская (TCF) в 1924 году и Либерально-республиканская (SCF) в 1930 году. Но в обоих случаях просуществовали они недолго. В 1938 году в турецком парламента с согласия президента Исмета Инёню была сформирована Независимая группа — оппозиционная группа независимых депутатов, — оппозиция была слабой и ограничивалась 5—8 % парламента. Но поражение фашизма в ходе Второй мировой войны заставило Инёню понять, что, если Турция не откажется от однопартийной системы, это грозит ей международной изоляцией и социальными потрясениями, так как однопартийные режимы больше не будут приемлемым средством правления для современных государств. 1 ноября 1945 года Инёню произнес речь, в которой официально предложил создать оппозиционные партии, чтобы привести Турцию в соответствие с демократическими принципами, одержавшими победу в войне.
Но другие факторы уже действовали, подрывая правление Республиканской народной партии, а именно, застойный характер экономики. Внутри РНП и по всей стране назревал раскол между этатистами и либералами, и этот раскол усилился с принятием закона о земельной реформе 1945 года. Хотя закон был принят, 4 парламентария от РНП: Джеляль Баяр, Аднан Мендерес, Рефик Коралтан и Фуат Кёпрюлю призвали к внутрипартийным реформам Руководство РНП отклонило их предложение на том основании, что партия уже предпринимает шаги по созданию более демократической среды, что вызвало ожесточённую дискуссию внутри партии. Мендерес и Кёпрюлю, особенно резко критиковавшие это решение и лично премьер-министра Шюкрю Сараджоглу, были исключены из РНП 21 сентября 1945 года. Коралтан в знак протеста сам вышел из партии, Баяр 26 сентября сдал депутатский мандат, а в ноябре того же года покинул партию. 7 января 1946 года Баяр, Мендерес, Коралтан и Кёпрюлю сформировали новую партию, названную ими Демократическая.
Первые в истории Турецкой республики многопартийные выборы 21 июля 1946 года Демократическая партия проиграла, получив всего 64 места из 465 в парламенте. Поражение объяснялось нехваткой времени на организацию партии и установление контактов с общественностью. За четыре года, прошедших до следующих выборов, Инёню и РНП отчаянно пытались сохранить свою популярность, но избиратели всё меньше верили, что партия сможет осуществить какие-либо реальные изменения после 27 лет пребывания у власти. В отличие от неё, Демократическая партия к 1950 году смогла позиционировать себя как защитника турецкого народа от РНП и связанных с ней элитных групп, несмотря на то, что большинство её лидеров были членами этих же элит, что было признаком того, что правящие элиты теряют связь со своими гражданами. Демократы также воспользовались проводимой РНП политикой радикальной вестернизации и светскости, которая стала источником враждебности значительной части общества. Следуя примеру ДП, РНП распространила свои усилия на деревню, впервые вовлекая крестьянство в политику.
На выборах 1950 года Демократическая партия одержала убедительную победу, завоевав 408 мест из 487 в Национальном собрании и удивив многих, особенно самих демократов. Это произошло из-за применяемой на выборах системы «победитель получает всё». Её лидер Аднан Мендерес стал премьер-министром, а Джелаль Баяр стал президентом. Мирный переход к власти от РНП к ДП положил начало конкурентной политической системе в Турции.

### 1950—1961
После прихода к власти Демократической партии в Турции произошло обновление политических элит. Традиционно находящихся у власти политиков с военным и бюрократическим прошлым потеснили выходцы из бизнеса, а также увеличилось представительство периферии, в то время как раньше в элите доминировали деятели из Стамбула и Анкары. Демократы под руководством Мендереса, несмотря на нападки на Инёню и РНП, сохраняли курс на прозападную ориентацию и приверженность кемализму. После того как несколько бюстов Мустафы Кемаля Ататюрка подверглись атакам вандалов, правительство ДП в июле 1951 года приняло Закон № 5816, запрещающий клевету на Ататюрка. В 1952 году Турция вступила в НАТО, укрепляя свои связи с Западом и пытаясь защититься от потенциального советского экспансионизма. Мендерес и Демократическая партия стали всё активнее заниматься вопросами национальной безопасности, и часто считается, что они подчёркивали эти усилия, чтобы отвлечь внимание от плохого состояния национальной экономики, — тактика, которая не могла оставаться успешной долго. Экономика росла благодаря помощи Плана Маршалла и за счет приватизации государственной промышленности, которая в течение 27 лет росла в рамках государственной экономической политики НРП.
Выборы 1954 года Демократическая партия снова выиграла с подавляющим большинством голосов, и Мендерес остался премьер-министром. Однако к 1955 году широкая поддержка ДП стала падать из-за ухудшения экономической ситуации в стране, отчасти из-за того, что помощь по Плану Маршалла закончилась. Чтобы отвлечь граждан от экономики, демократы прибегли к ксенофобии, попытавшись перенаправить гнев населения против оставшихся в Турции греков, что привело к Стамбульскому погрому. Экономическая политика ДП, привела к высоким темпам инфляции, нехватке жизненно важных товаров и плохому экономическому развитию. Кроме того, правительство демократов начало проявлять авторитарные тенденции. В последующие годы ДП всё активнее подавляла оппозицию как внутри своей партии, так и со стороны соперничающих партий, а также подавляла прессу. Правительство демократов стремилось заставить замолчать растущую оппозицию с помощью юридических мер, которые оно приняло имея парламентское большинство. Ограничительные меры, принятые против таких институтов, как судебная система, университеты, профсоюзы и, особенно, прессы и оппозиционных партий, вынудили оппозицию сотрудничать против правительства.
Разногласия внутри партии привели к расколу и созданию Партии свободы (ПС) в декабря 1955 года. Новая партия вскоре стала главной оппозиционной силой в турецком парламенте после того, как число парламентариев, присоединившейся к ней превысило число депутатов от РНП. Несмотря на различия в политических взглядах, три ведущие оппозиционные партии Турции (РНП, Республиканская национальная партия и Партия свободы) летом 1957 года смогли заключить предвыборный союз. Видя как формируется широкий фронт против правительства, ДП приняло закон № 7053, запрещающий избирательные союзы в парламенте. Таким образом, политические партии были вынуждены выставлять отдельные списки в каждой провинции. Также закон запрещал включать в списки политических партий независимых кандидатов и членов других партий.
Желая помешать оппозиции подготовиться к выборам и опасаясь дальнейшего снижения популярности, ДП не стала ждать мая 1958 года и 4 сентября 1957 года решила провести досрочные выборы, назначив их на 27 октября того же года. Хотя за оппозиционные партии проголосовало больше избирателей чем за правящую, демократы получили в парламенте более 2/3 мест из-за действовавшей в то время избирательной системы, согласно которой победитель получал всё. ДП сохранила власть и продолжила свою авторитарную политику до 1960 года, когда политическая ситуация в стране резко ухудшилась.
В Турции начался экономический кризис, курс лиры по отношению к доллару упал с 2,8 лиры за 1 доллар до 9,00. Рост цен и недостаток импортных товаров спровоцировали протесты, поддержка Демократической партии упала, в то время как росла поддержка оппозиционных партий, самой популярной из которых была РНП. В ответ на это правительство ДП запретила РНП вести публичную деятельность. В 1959 году на лидера РНП Исмета Инёню было совершено два нападения. Была введена цензура прессы. Многие популярные журналисты, в том числе Метин Токер, и политики, в том числе Осман Бёлюкбаши, были арестованы. 27 апреля 1960 года Демократическая партия приняла закон о формировании Комитета дознания. Члены Комитета обладали судебными правами, в его состав были включены лишь члены Демократической партии. Задачей Комитета было проведение расследования в отношении членов оппозиционных партий, а также представителей прессы.
27 мая 1960 года правительство ДП было свергнуто группой военных под названием «Комитет национального единства» под руководством генерала Джемаля Гюрселя. Военные руководствовались опасениями, что основополагающие принципы Турецкой Республики подвергаются эрозии, и растущим общественным недовольством нетерпимостью Мендереса к критике. Военные оставалась у власти в течение следующих восемнадцати месяцев, осудив нескольких лидеров ДП за неконституционное правление и государственную измену. Трое из них, в том числе Мендерес, были казнены. Ещё пятеро, в том числе Баяр, были приговорены к пожизненному заключению. Официально партия была распущена 29 сентября 1961 года.

## Партии-преемники
Партия справедливости
Хотя военные свергли и запретили Демократическую партию, казнив или посадив её лидеров, в целом они сочувствовали политике демократов, как и большая часть страны, особенно крестьяне. На выборах 1961 года осколки ДП, Партия справедливости (тур. Adalet Partisi) и Партия «Новая Турции» (тур. Yeni Türkiye Partisi), получили более 48 % голосов. Партия справедливости была основана бывшим главой Генерального штаба Вооружённых сил Турции Рагыпом Гюмюшпалой. В 1964 году новым лидером партии стал Сулейман Демирель, преподаватель Средневосточного технического университета. Позиционировав себя как партия-преемницы ДП, Партия справедливости с самого начала стала одной из основных политических сил Турции, уже на выборах 1961 года став второй партией страны по количеству голосов и мандатов. Дважды, в 1965 и 1969 годах, получала большинство мест в парламенте. Была запрещена после переворота 1980 года.
Партия «Новая Турции»
Основана Экремом Алиджаном, бывшим депутатом от Демократической партии. Также в новую партию вошли сын Аднана Мендереса и бывший мэр Стамбула. На выборах 1961 года партия стала третьей по количеству мест и четвёртой по количеству голосов, а Алиджан был назначен вице-премьером в коалиционном правительстве Турции. Затем её популярность стала падать и в 1973 году она распалась, а оставшиеся члены перешли в другие партии, в частности в Партию справедливости.
Демократическая партия (1970)
В 1970 году консервативное крыло Партии справедливости во главе с Феррухом Бозбейли, спикером парламента, отделилось и основало Демократическую партию, в которую вошли многие бывшие члены ДП. На выборах 1973 года она стала третьей по количеству голосов и четвёртой по количеству мандатов. На выборах 1977 года партия получила лишь 1,1 % голосов и к 1980 году распалась.
Партия верного пути (DYP)
После переворота 1980 года все политические партии были запрещены, также как и использование их названий и логотипов, а партийные лидеры оказались в тюрьме. Партия верного пути была основана в 1983 году как партия-преемница Партии справедливости. Референдум 1987 года позволил политикам, действовавшим до 1980 года, снова участвовать в политической жизни, что позволило Демирелю возглавить партию, созданную его сторонниками. DYP и конкурирующая с ней Партия Отечества (ANAP) были ведущими правоцентристскими партиями Турции второй половины 1980-х—первой половины 1990-х годов. В 1993 году Демирель ушёл с поста лидера DYP, став девятым президентом Турции, и выбрав Тансу Чиллер в качестве своего преемника на постах лидера партии и премьер-министра. Партия верного пути четыре раза формировала правительство. После того, как она была младшим партнёром в нескольких коалиционных правительствах, на выборах 2002 года партия не смогла преодолеть избирательный порог и не получила мест в Национальном собрании. На партийном съезде 2007 года она переименовала себя в Демократическую партию.
Демократическая партия (1992)
В ноябре 1992 года, после того как было разрешено воссоздание ранее запрещённых политических партий, Клуб демократов, основанный бывшими членами Демократической партии, объявил о возрождении партии под тем же названием и с той же эмблемой. Сначала её возглавил Хайреттин Эркмен, бывший министр иностранных дел, но в январе 1994 года новым председателем партии был избран Айдын Мендерес, сын Аднана Мендерес, уже через год перешедший в Партию благоденствия. Возрождённая Демократическая партия трижды участвовала в парламентских выборах, ни разу не получив даже 1 % голосов и в 2005 году присоединилась к Партии Отечества.
Демократическая партия (2007)
На съезде DYP 2007 года в преддверии выборов DYP и ANAP объявили о слиянии под названием Демократическая партия. Слияние не удалось и в итоге Партия верного пути ограничилась переименованием в Демократическую. В 2009 году ДП и ANAP в конечном итоге смогли объединиться. В выборах 2018 года демократы участвовали в Национальном альянсе с РНП, Хорошей партией и Партией счастья, получив одно место по спискам Хорошей партии. На парламентских выборах 2023 года Демократическая партия получила три места по спискам РНП.

## Участие в выборах
| Год  | Лидер          | Голоса    | %    | Места      | Победитель |
| ---- | -------------- | --------- | ---- | ---------- | ---------- |
| 1946 | Джеляль Баяр   |           |      | 64 из 465  | РНП        |
| 1950 | Джеляль Баяр   | 4 241 393 | 53,3 | 408 из 487 | ДП         |
| 1954 | Аднан Мендерес | 5 313 659 | 58,4 | 503 из 541 | ДП         |
| 1957 | Аднан Мендерес | 4 497 811 | 48,6 | 424 из 610 | ДП         |